# Pachyelasma tessmannii
Genre
Espèce
Classification phylogénétique
Pachyelasma tessmannii est une espèce de plantes à fleurs dicotylédones de la famille des Fabaceae, sous-famille des Mimosoideae. C'est un arbre originaire d'Afrique équatoriale. C'est l'unique espèce acceptée du genre Pachyelasma (genre monotypique).

## Description
C'est un grand arbre, pouvant atteindre 60 mètres de haut, poussant dans les forêts pluviales primaires.